# Luka nad Jihlavou
Luka nad Jihlavou é uma comuna checa localizada na região de Vysočina, distrito de Jihlava.